# Рысалды, Кусаин Тынысбаевич
Кусаин Тынысбаевич Рысалды (род. 5 июля 1940, с. Алгабас, Талдыкурганская область, Казахская ССР, СССР) — известный казахстанский ученый-германист, доктор филологических наук, профессор Казахского университета международных отношений и мировых языков имени Абылай хана (г. Алматы), действительный член Международной академии информатизации.

## Образование, ученые степени, звания
В 1964 году успешно окончил Алма-Атинский педагогический институт иностранных языков, получив квалификацию «учитель немецкого и казахского языков».
В 1965—1966 проходил научную стажировку в Университете имени Карла Маркса (Институт имени Гердера, ГДР).
В 1974—1977 в качестве аспиранта обучался в Алма-Атинском педагогическом институте иностранных языков.
В 1980 году состоялась защита кандидатской диссертации в Московском государственном педагогическом институте иностранных языков имени Мориса Тореза на тему «Категория интенсивности признака в современном немецком языке».
В 2007 году состоялась защита докторской диссертации на тему «Категория степени признака: функционально-коммуникативная сущность в сопоставительном аспекте на материалах казахского и немецкого языков».

## Трудовая деятельность
С 1964 года и до настоящего времени преданно служит своему alma-mater — Казахскому университету международных отношений и мировых языков имени Абылай хана. В этом вузе он прошел путь от преподавателя до профессора, в разные годы занимал высокие должности:
1969 — заместитель декана факультета немецкого языка Алма-Атинский педагогического института иностранных языков.
1970—1974 — заведующий подготовительного отделения Алма-Атинский педагогического института иностранных языков;
1985—1992 — заведующий кафедрой грамматики Алма-Атинский педагогического института иностранных языков.
1992—1996 — проректор по социально-культурным вопросам Алма-Атинский педагогического института иностранных языков, затем в преобразованном Казахском государственном университете мировых языков.
1996—2000 — декан вновь организованного факультета восточной филологии Казахского университета международных отношений и мировых языков имени Абылай хана.
2000—2004 — проректор по научной работе Казахского университета международных отношений и мировых языков имени Абылай хана.
2005—2007 — директор научно-исследовательского центра инофилологических исследований Казахского университета международных отношений и мировых языков имени Абылай хана.
2007—2013 — заведующий кафедрой теории и практики межкультурной коммуникации Казахского университета международных отношений и мировых языков имени Абылай хана.
2013—2015 — заведующий кафедрой послевузовского образования Казахского университета международных отношений и мировых языков имени Абылай хана.
С июня 2015 года — директор Центра магистратуры и докторантуры Казахского университета международных отношений и мировых языков имени Абылай хана.

## Направления научно-исследовательской деятельности
Автор научных исследований в области функциональной лингвистики, функционально-коммуникативной грамматики, функционально-прагматической типологии языков и культур, когнитивно-дискуривной парадигмы в современной лингвистике, информатизации образования.
Под его руководством защищено около 10 кандидатских диссертаций, 3 докторских PhD (одна из которых в Гамбургском университете), более 20 магистерских.
Автор более 100 научных трудов, из них более 20 учебников для школ и вузов, монографий:
1. Kontrastіve Grammatіk. Deutsch-Kasachіsch. — Almaty, 1995.
2. Категория интенсивности признака в современном немецком языке. — М., 1980.
3. Структурно-семантическая характеристика элятива, Функционально-семантический анализ языковых единиц. — Алма-Ата, 1986.
4. O функционально-семантической категории интенсивности признака // Проблемы функциональной лингвистики. — Алма-Ата, 1989.
5. Zur Kategorіe der Іntensіtät des Merkmals іn der deutschen Gegenwartssprache, Das Wort. - Moskau, Berlіn, 1989.
6. Понятийные категории как основа сопоставительно-типологических исследований разно-системных языков, Семантика в сопоставлении языков. — М., 1990.
7. Deutsch. Неміс тілі для 10 классаю — Алма-Ата: Мектеп, 2002—2011.
8. Theoretische Grammatik der deutschen Sprache. — Алматы, 2010.
9. Сын дәрежесі категориясы // Қазақ тіл білімінің антологиясы. — Павлодар, 2010. - 243—446 бб.

## Почетные награды и поощрения
1991 — звание «Лучший работник народного образования Казахской ССР»
2001 — медаль «10 лет независимости Республики Казахстан»
2009 — звание «Лучший преподаватель вуза»
2010 — обладатель золотой медали С. Торайгырова
2011 — звание почетного работника образования Республики Казахстан
2013 — обладатель медали «За трудовое отличие» (каз. «Ерен еңбегі үшін»)
2017 — серебряная медаль им. А. Байтурсынова